# Estadio de Riazor
El Estadio Municipal de Riazor, conocido como Abanca-Riazor desde 2017 por motivos de patrocinio, es un recinto deportivo español de titularidad municipal, situado en la ciudad de La Coruña, en Galicia, junto a la playa de Riazor. Alberga los partidos como local del primer equipo del Real Club Deportivo de La Coruña.
Fue inaugurado el 29 de octubre de 1944 y tiene un aforo de 34 600 espectadores. Fue una de las diecisiete sedes del Mundial de España 1982, habiendo acogido tres encuentros, y será sede también del Mundial de 2030. También fue la sede de la final del Campeonato de España de 1947.

## Historia

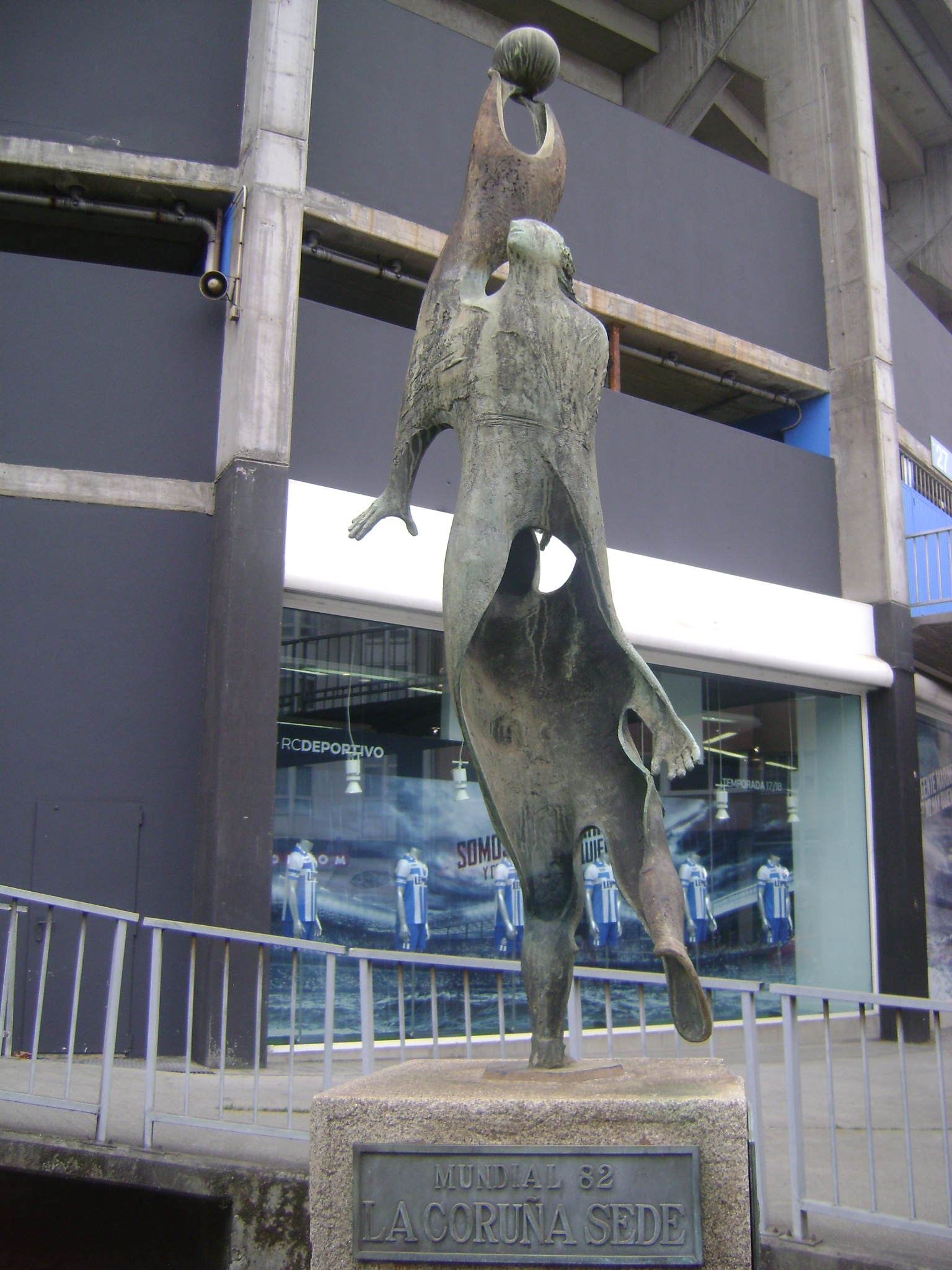
Estatua conmemorativa del Mundial de 1982.

Pese a que en las cercanías del actual Estadio de Riazor jugaba habitualmente el Deportivo desde 1909, hasta 1944 el equipo coruñés no disputó sus encuentros en un recinto acondicionado con graderío. La inauguración se produjo el 29 de octubre de 1944, en un partido entre el Deportivo y el Valencia, que acabó con un resultado de 2-3 para los visitantes.
El Estadio tenía dos tribunas principales a ambos laterales y un graderío en el fondo Marathón, adoptando el conjunto de sus gradas una disposición en forma de herradura. El aforo del nuevo estadio era de 37 000 localidades, que llegaban a 60 000 con el aforo de pie, lo que permitió la celebración de partidos internacionales, siendo el primero de ellos un España-Portugal celebrado el 6 de mayo de 1945, y en el que venció la selección española por 4-2. Del mismo modo permitía la celebración de finales nacionales, teniendo lugar la final del Campeonato de España de 1947, que enfrentó al Real Madrid y al Espanyol, y que ganaron los merengues por 2-0.
La primera gran remodelación del estadio desde su inauguración, se produjo con motivo de la disputa en España del Mundial de 1982, acometiéndose una remodelación que redujo la capacidad del estadio a 28 000 localidades. Riazor acogió tres de los seis partidos correspondientes al grupo 1 de la primera fase del campeonato, disputándose los otros tres en Balaídos.
A mediados de los noventa, tras una etapa de éxitos deportivos del club a nivel nacional, con el ascenso del club a Primera División en 1991 y la posterior irrupción del «Súper Dépor» de Arsenio Iglesias, en septiembre de 1995, comienza la gran ampliación de Riazor, con la finalidad de convertirlo en un estadio sin pistas de atletismo y con graderíos pegados al terreno de juego por los cuatro costado. Las obras se prolongan durante casi tres años, construyéndose en el fondo este la grada de Pabellón y en el fondo oeste la grada de Marathón, siendo inaugurada la ampliación completa el 12 de agosto de 1998, fijando el aforo en 32 000 espectadores.
Desde agosto de 2015, se están acometiendo pequeñas remodelaciones en las instalaciones y en la estructura interna y externa del estadio. Las primeras mejoras fueron la instalación de dos nuevos videomarcadores en ambos fondos, que redujeron la capacidad del estadio en 548 localidades, pasando de 33 639 a 33 091 espectadores y el cubrimiento de todo el tartán de las antiguas pistas de atletismo. En 2016, se completó en agosto la unificación en color azul de todas las butacas del recinto (32 660), se instalaron nuevos banquillos incrustados en la grada, al mismo tiempo se amplió el acceso al césped desde el túnel de vestuarios, y en octubre se sustituyó el césped, descendiendo la cota del terreno de juego 30 centímetros, adaptándolo a las exigencias de LaLiga en su reglamento de retransmisión televisiva. En diciembre de 2018 se concluyó la sustitución de toda la cubierta del estadio, quedando pendiente la reforma de toda la fachada exterior con paneles luminosos.

## Propuestas de nuevo estadio
En 2003 el presidente del Deportivo Augusto César Lendoiro presentó la maqueta de un nuevo estadio de Riazor, diseñado por el prestigioso arquitecto estadounidense Peter Eisenman, ubicado sobre los terrenos donde se encuentra asentado el actual estadio.
En 2009, con motivo de la candidatura ibérica para el Mundial de 2018, el ayuntamiento coruñés y el club, presentaron la propuesta de sede a la Real Federación Española de Fútbol, de un Riazor remodelado con aforo de 40 000 espectadores, en caso de haber resultado elegida la candidatura conjunta de España y Portugal.
En 2022, con motivo de la preselección del estadio como sede de la candidatura de España, Portugal y Marruecos para el Mundial de 2030, el Ayuntamiento presentó su propuesta de reforma del estadio, que pasaría a tener capacidad para 48.015 espectadores. En noviembre de 2024 la FIFA confirmó que Riazor será sede del Mundial de 2030.

## Instalaciones

### Gradas
El estadio se divide en cuatro gradas principales: Tribuna, Preferencia, Marathón y Pabellón, teniendo cada grada una de ellas dos niveles, superior e inferior. En la grada de Tribuna Superior se encuentran el área de medios y el palco de honor, mientras que los palcos VIP se ubican en Preferencia Inferior.
El aforo del estadio se desglosa de la siguiente forma:
- Tribuna: 6164
  - Inferior Impar 1773
  - Inferior Par 1764
  - Superior Impar 1418
  - Superior Par 1209
- Preferencia: 8784
  - Inferior Impar: 1371
  - Inferior Par: 1352
  - Inferior Lateral: 363
  - Superior Impar: 1346
  - Superior Par: 1354
  - Superior Par Córner: 804
  - Superior Impar Córner: 1606
  - Superior Lateral (Grada visitante): 588
- Marathón: 9125
  - Inferior Impar: 2447
  - Inferior Par: 957
  - Inferior Central: 757
  - Superior Impar: 2644
  - Superior Par: 2320
- Pabellón: 8364
  - Inferior Impar: 1979
  - Inferior Par: 1663
  - Curva Inferior Par: 323
  - Superior Impar: 1750
  - Superior Par: 2098
  - Curva Superior Par: 251
  - Curva Superior Impar: 300
- Palcos VIP: 400
- Palco de honor: 141
- Área 1906: 113
- Área de medios: 96

### Servicios
- Vestuarios, sauna, clínica, sala de recuperación, sala de control antidopaje.
- Zona de oficinas del Club.
- Dos videomarcadores de gran formato.
- Sala de prensa, con capacidad para 50 profesionales, 4 protagonistas, megafonía y posición para cámaras.
- En todas las gradas existen ambigús y aseos.

### Deportienda
La primera tienda oficial del RC Deportivo, con 300 metros cuadrados de superficie, forma parte del estadio, situándose en la esquina de las gradas de Tribuna y Pabellón, en la calle Manuel Murguía.

## Partidos internacionales

### Selección española
La selección española masculina ha disputado seis encuentros en Riazor, cinco amistosos y uno de competición oficial. España disputó el 4 de septiembre de 2009 ante Bélgica, su último encuentro internacional en este estadio, primero de competición oficial, imponiéndose por 5–0.
| Amistoso; 6 de mayo de 1945 | España                                            | 4:2 (2:1) | Portugal                    |  |  |
|                             | Zarra 37' · Zarra 40' · Herrerita 74' · César 81' |           | Peyroteo 10' · Peyroteo 88' |  |  |

| Amistoso; 23 de junio de 1966 | España    | 1:1 (0:1) | Uruguay   |  |  |
|                               | Gento 76' |           | Pérez 45' |  |  |

| Amistoso; 20 de septiembre de 1989 | España     | 1:0 (1:0) | Polonia |  |  |
|                                    | Míchel 19' |           |         |  |  |

| Amistoso; 18 de enero de 1995 | España                | 2:2 (1:2) | Uruguay                      |  |  |
|                               | Pizzi 1' · Donato 81' |           | Fonseca 18' · Bengoechea 34' |  |  |

| Clasificación Copa Mundial 2010; 4 de septiembre de 2009 | España                                                    | 5:0 (1:0) | Bélgica |                                 |                                 |
|                                                          | Silva 41' · Villa 49' · Piqué 50' · Silva 68' · Villa 85' |           |         | Asistencia: 32 711 espectadores | Asistencia: 32 711 espectadores |

| Amistoso; 29 de marzo de 2022 | España                                                                   | 5:0 (2:0) | Islandia |                                                            |                                                            |
|                               | Álvaro Morata 36', 39' (pen.) · Yéremi Pino 47' · Pablo Sarabia 61', 72' |           |          | Asistencia: 28 117 espectadores Árbitro(s): Horatiu Fesnic | Asistencia: 28 117 espectadores Árbitro(s): Horatiu Fesnic |

El 4 de octubre de 2019 la selección femenina de fútbol de España jugó en Riazor el primer partido de la fase de clasificación para la Eurocopa de 2022 contra Azerbaiyán batiéndose, en su momento, el récord de aforo para un partido de la selección femenina, con 10.444 espectadores.
| Clasificación para la Eurocopa Femenina 2022; 4 de octubre de 2019, 21:30 | España                                            | 4:0 (2:0) | Azerbaiyán |                                                      |                                                      |
|                                                                           | - Guijarro 8' - Torrecilla 26' - Bonmatí 54', 76' | Reporte   |            | Asistencia: 10 444 espectadores Árbitra: Paula Brady | Asistencia: 10 444 espectadores Árbitra: Paula Brady |

### Mundial 1982
La Coruña fue una de las catorce subsedes y Riazor uno de los diecisiete estadios que albergaron la Copa Mundial de 1982. En este recinto se disputaron tres de los seis partidos correspondientes al grupo 1 de la primera fase del campeonato, los otros tres se disputaron en Balaídos.
| Primera fase (Grupo 1); 15 de junio de 1982 | Perú | 0:0 | Camerún |                                                                    |                                                                    |
| 17:15                                       |      |     |         | Asistencia: 11 000 espectadores Árbitro(s): Franz Wöhrer (Austria) | Asistencia: 11 000 espectadores Árbitro(s): Franz Wöhrer (Austria) |

| Primera fase (Grupo 1); 19 de junio de 1982 | Polonia | 0:0 | Camerún |                                                                     |                                                                     |
| 19:15                                       |         |     |         | Asistencia: 19 000 espectadores Árbitro(s): Alexis Ponnet (Bélgica) | Asistencia: 19 000 espectadores Árbitro(s): Alexis Ponnet (Bélgica) |

| Primera fase (Grupo 1); 22 de junio de 1982 | Polonia                                                | 5:1 (0:0) | Perú        |                                                                          |                                                                          |
| 17:15                                       | Smolarek 55' Lato 58' Boniek 61' Buncol 68' Ciolek 76' |           | La Rosa 83' | Asistencia: 25 000 espectadores Árbitro(s): Mario Rubio Vázquez (México) | Asistencia: 25 000 espectadores Árbitro(s): Mario Rubio Vázquez (México) |

## Partidos de clubes

### Finales de la Copa del Rey
El Estadio de Riazor albergó la final de 1947 del Campeonato de España, disputada el 22 de junio entre Real Madrid y Español de Barcelona.
| Final Copa del Generalísimo 1947; 22 de junio de 1947 | Real Madrid C.F.         | 2:0 (0:0) | R.C.D. Español |                                                              |                                                              |
|                                                       | Vidal 107' · Pruden 119' |           |                | Asistencia: 30 000 espectadores Árbitro(s): Francisco Echave | Asistencia: 30 000 espectadores Árbitro(s): Francisco Echave |

### Finales de la Copa de la Reina
Riazor también albergó dos finales consecutivas de la Copa de la Reina, en 1984 y 1985.
| 3 de junio de 1984, 12:00 (CEST) | Karbo Deportivo                    | 4:2 (1:2) | Añorga K.K.E.                        |                                                        |                                                        |
|                                  | Inma 18' · Lucía 46' · Lis 56' 70' |           | Iciar Vaquero 30' · Mary Ángeles 33' | Asistencia: 4000 espectadores Árbitro(s): Lage Sánchez | Asistencia: 4000 espectadores Árbitro(s): Lage Sánchez |

| 23 de junio de 1985, 19:30 (CEST) | Karbo Deportivo                                               | 2:2 (1:1) (pen. 3:1) | P.B. Barcilona                                                             |                                                            |                                                            |
|                                   | Geli 10' (pen.) · Encarna 77' · Merchi · Encarna · Inma · Lis |                      | Puig-Bey 39' · R.Oller 60' (pen.) · R.Oller · Pascual · D.Oller · Puig-Bey | Asistencia: 3000 espectadores Árbitro(s): González Grandal | Asistencia: 3000 espectadores Árbitro(s): González Grandal |

## Eventos musicales
Riazor albergó sus primeros conciertos en 1983, con las actuaciones de Miguel Ríos y Julio Iglesias.
En 1993 con motivo del Año Xacobeo, se celebró en el estadio el “Concierto de los mil años” con la presencia de grandes estrellas del rock. Entre el 8 y el 10 de julio actuaron en Riazor Chris Isaak, Gary Moore, Neil Young, Sting, John Mayall, The Kinks, Robert Plant, Bob Dylan, Eric Burdon, Jerry Lee Lewis, Chuck Berry y James Brown, ante 80.000 espectadores.
En 2022 y tras 29 años sin celebrarse conciertos, Riazor vuelve a ser escenario de un evento musical albergando la segunda edición del Morriña Fest. Los días 15 y 16 de julio cantaron en Riazor Maluma, Ozuna, Black Eyed Peas, Franz Ferdinand, Crystal Fighters, Duki, Lost Frequencies, Xoel López, Lola Índigo, Viva Suecia, Funzo & Baby Loud, Vega y Belén Aguilera con más de 25.000 espectadores diarios.

## Ubicación y accesos
El Estadio de Riazor se sitúa colindante a la playa de Riazor, en la zona noroeste de la ciudad de La Coruña. Ocupa parte de la manzana compartida con otras instalaciones deportivas, delimitada por la calle Manuel Murguía, al norte; la avenida de La Habana, al sur; la avenida de Buenos Aires, al este; y la travesía Arsenio Iglesias, al oeste.

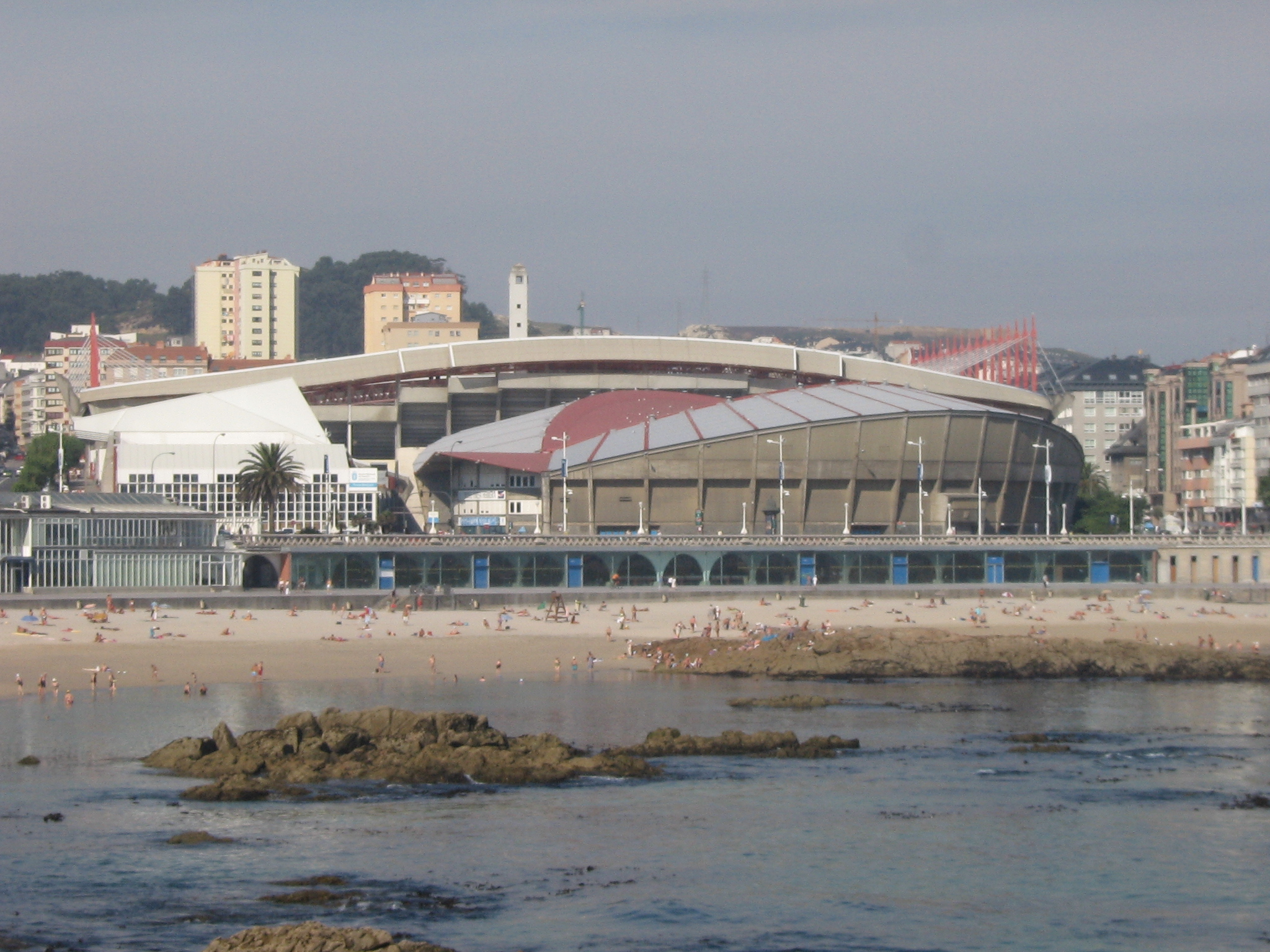
Vista exterior
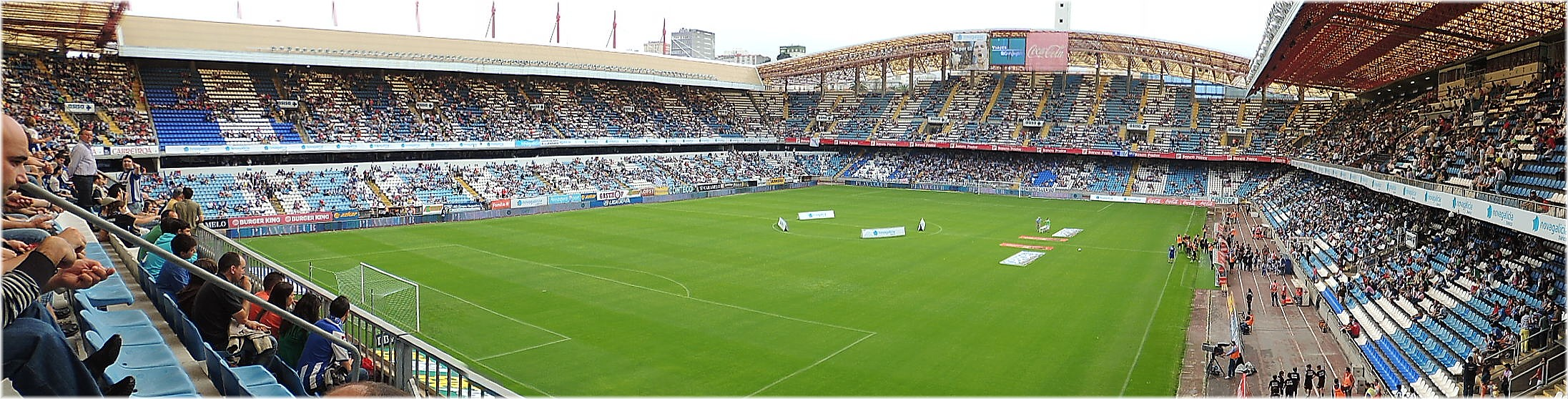
Vista interior
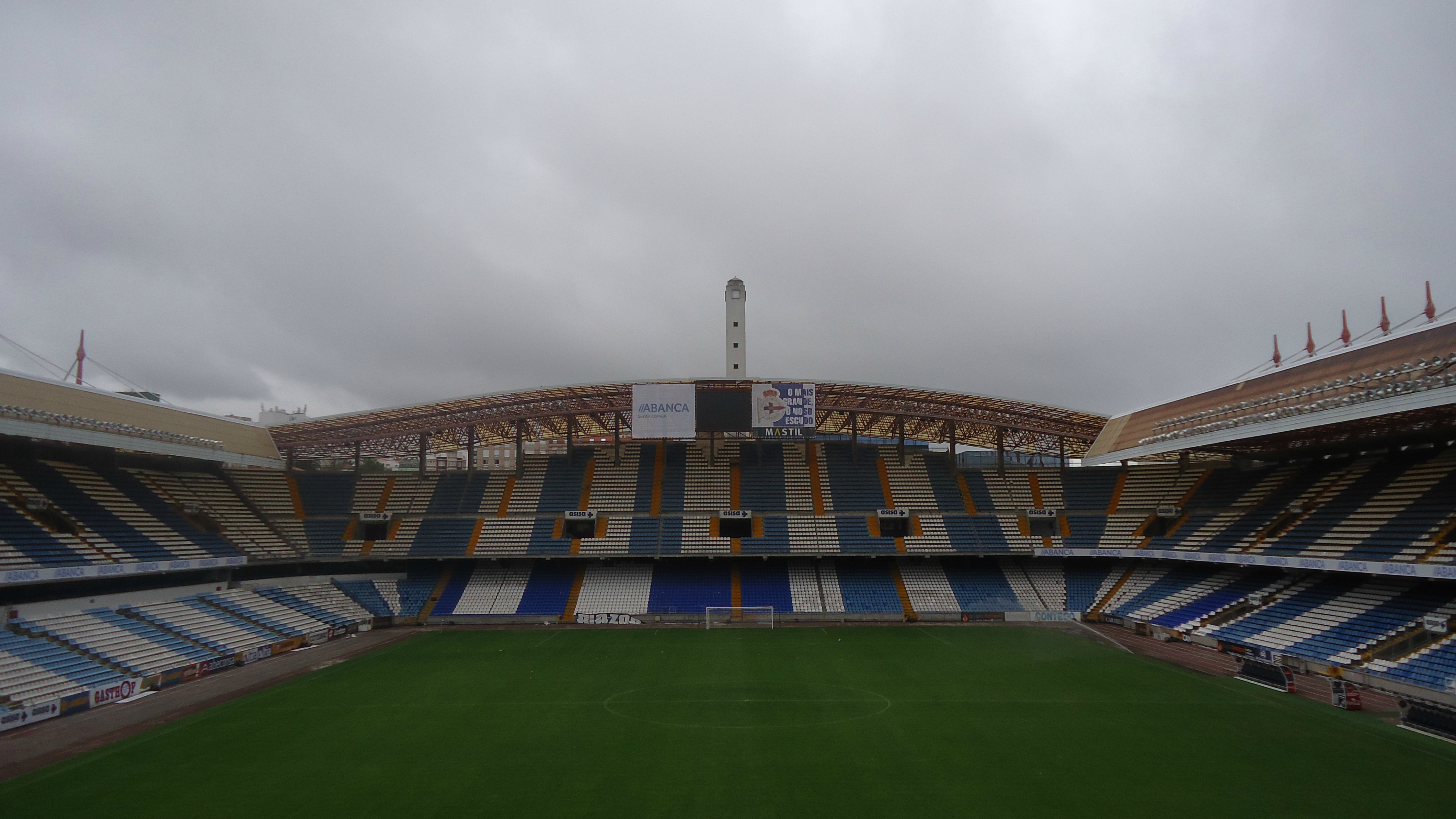
Grada de Marathón
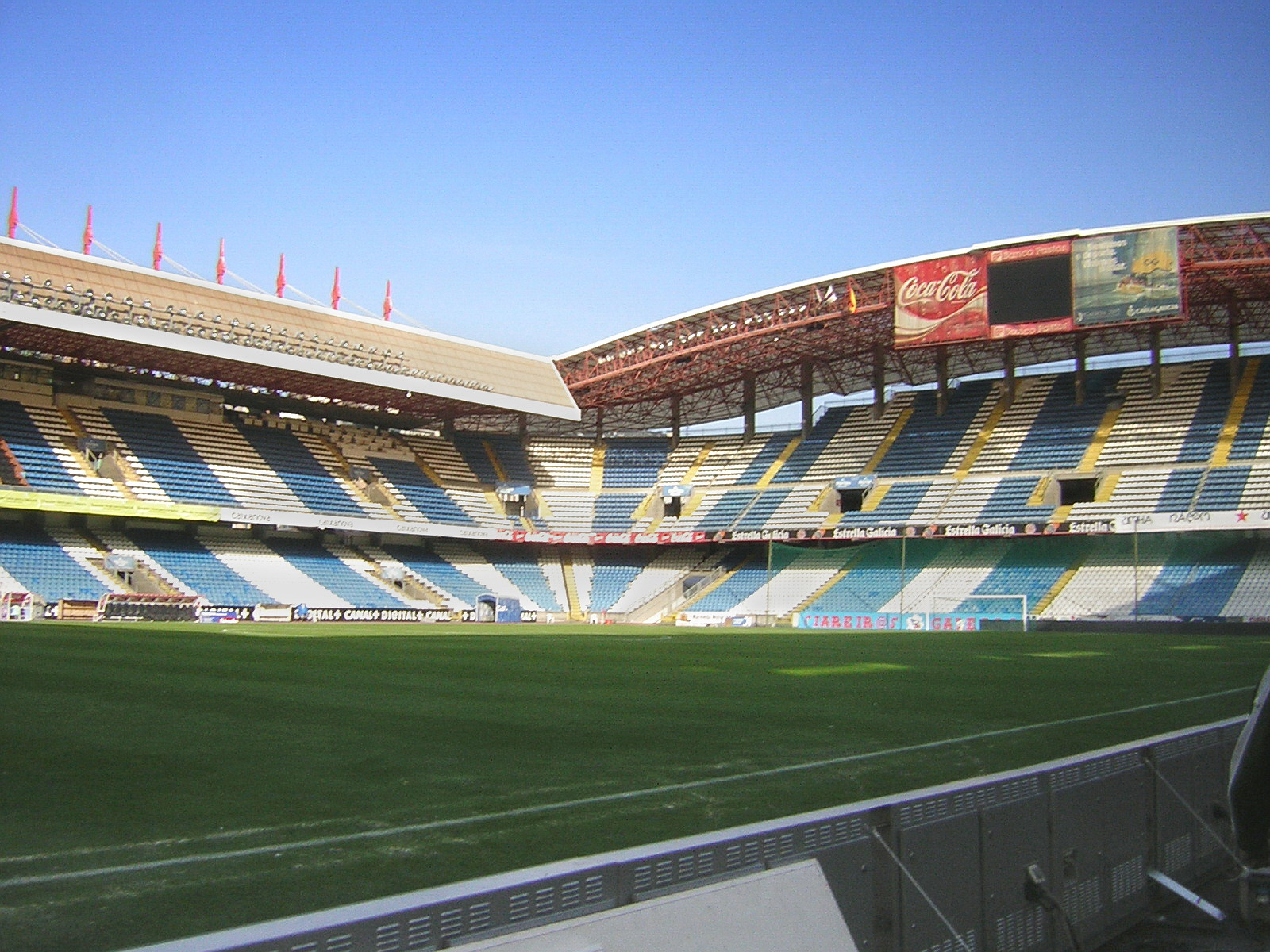
Grada de Pabellón
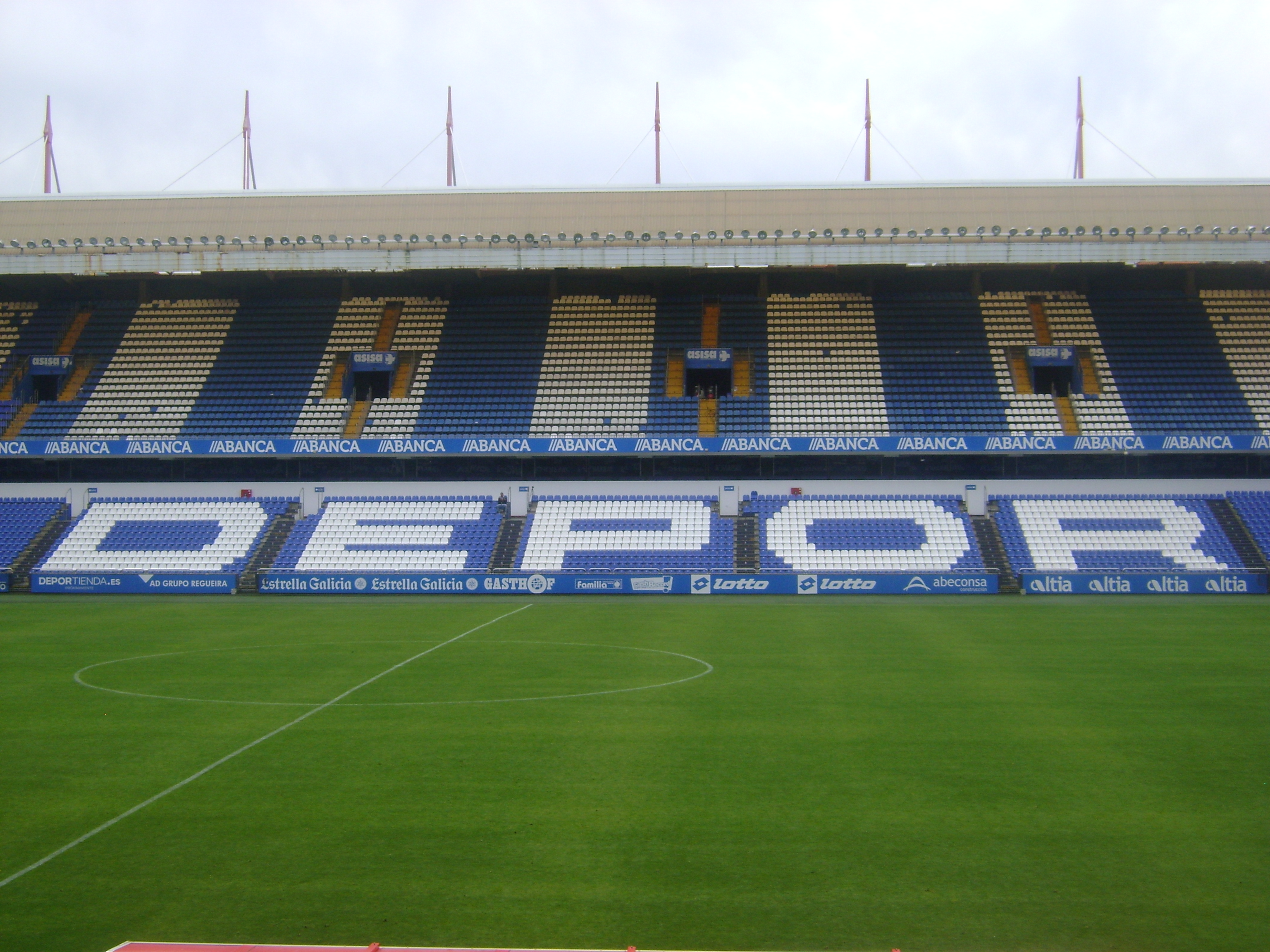
Grada de Preferencia
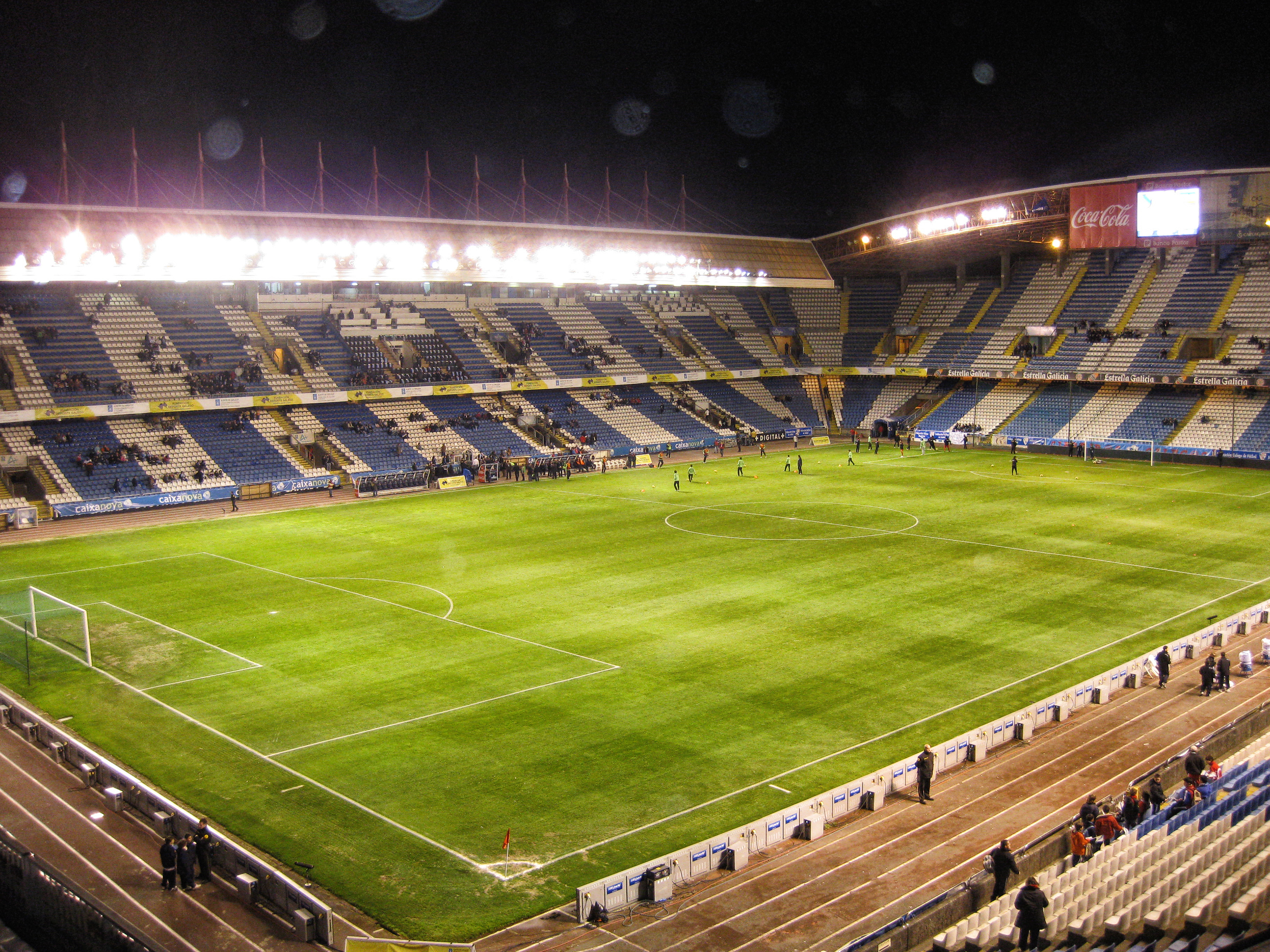
En 2008
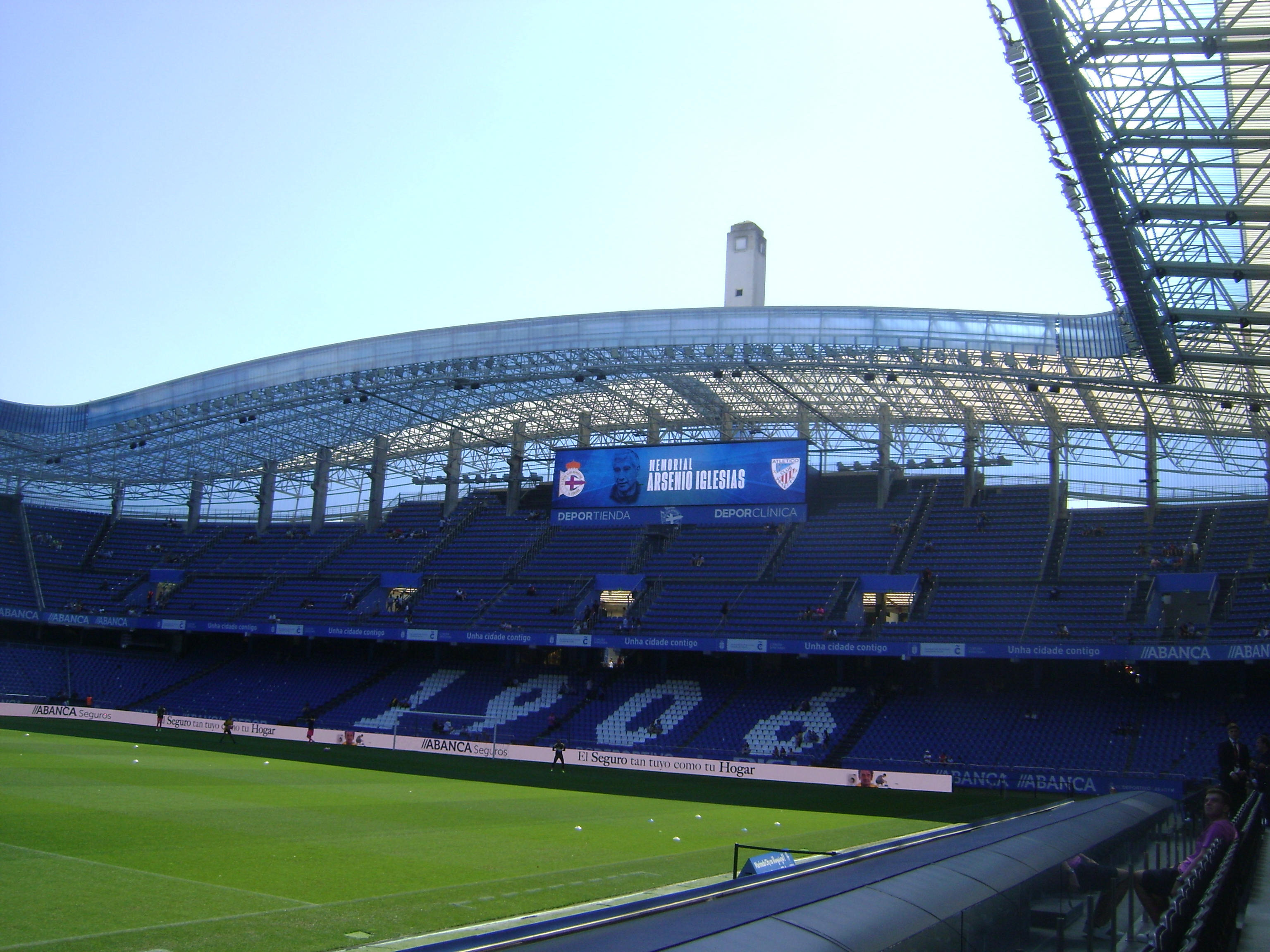
Grada de Marathón